# Planeta océano

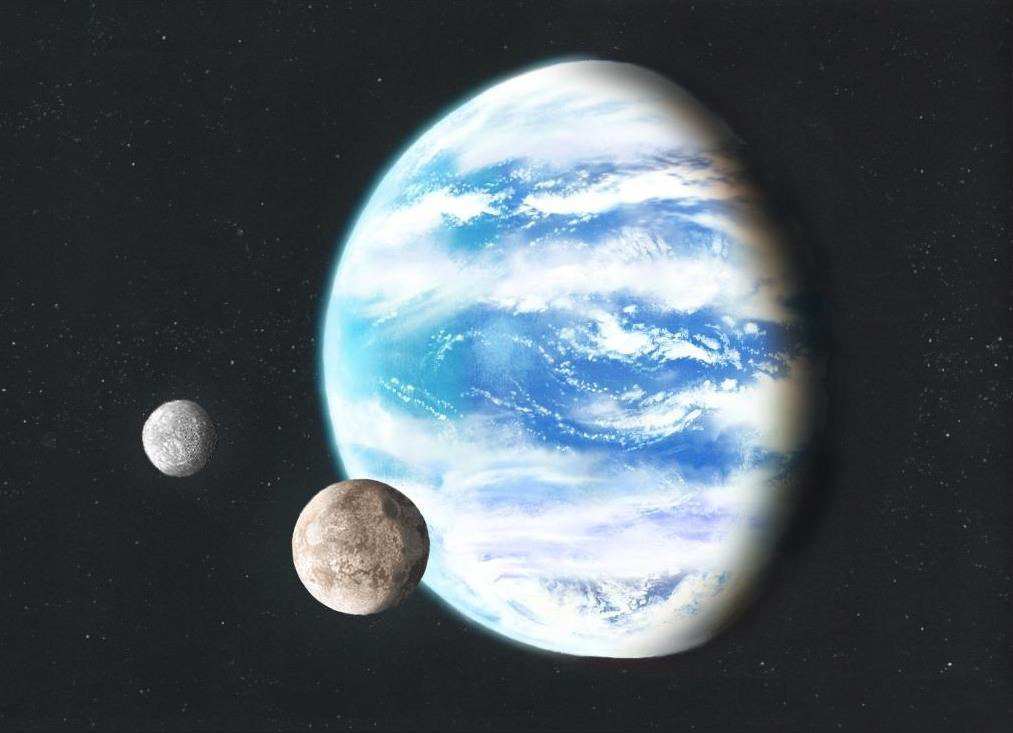
Ilustración de un hipotético planeta océano con una atmósfera similar a la terrestre y dos satélites.

Un planeta océano (también denominado mundo acuático) es un tipo hipotético de planeta cuya superficie estaría completamente cubierta por un océano de agua u otros líquidos, sin islas ni continentes o tierras emergidas.
Los objetos planetarios que se forman en la parte externa del sistema solar comienzan como una mezcla en forma de cometa de alrededor de 50 % de agua y 50 % de roca por masa. Diversas simulaciones de la formación del sistema solar han demostrado que los planetas probablemente emigren hacia el interior o el exterior a medida que se van formando, existiendo por tanto la posibilidad de que los planetas helados se trasladasen a órbitas donde su hielo se derrite a su forma líquida, convirtiéndolos en planetas océano. Esta posibilidad fue discutida por primera vez en la literatura astronómica profesional por Marc Kuchner y Alain Léger en 2003. Tales planetas podrían por lo tanto en teoría albergar vida.
En esos planetas, los océanos serían de cientos de kilómetros de profundidad, mucho más profundos que los de la Tierra. Las inmensas presiones en las regiones más bajas de esos océanos podrían dar lugar a la formación de un manto de formas exóticas de hielo. Este hielo no necesariamente sería tan frío como el hielo convencional. Si el planeta se encontrase lo suficientemente cerca de su sol para que la temperatura del agua llegara al punto de ebullición, el agua se volvería supercrítica, careciendo entonces de una superficie bien definida. Incluso en planetas fríos dominados por el agua, la atmósfera puede ser mucho más gruesa que la de la Tierra, compuesta principalmente por vapor de agua, produciéndose un efecto invernadero muy fuerte.
Fuera del sistema solar, los planetas GJ 1214 b, Kepler-22b, Kepler-62e, Kepler-62f, LHS 1140b, TOI-1452b, más algunos de los mundos de Kepler-11 y TRAPPIST-1, son algunos de los candidatos más conocidos para un planeta oceánico extrasolar.

## Otros tipos de océano
Los océanos, mares y lagos pueden estar compuestos de líquidos distintos del agua: por ejemplo, los lagos de hidrocarbono en Titán. La posibilidad de la existencia de mares de nitrógeno en Tritón también fue en su momento considerada, para finalmente descartarse. Por debajo de la espesa atmósfera de Urano y Neptuno se especula con que estos planetas estén compuestos de océanos que mezclen fluidos calientes de alta densidad del agua, amoníaco y otras sustancias volátiles. Las capas gaseosas exteriores de Júpiter y Saturno transicionan sin problemas en océanos de hidrógeno líquido.
Asimismo, hay evidencias de que las superficies heladas de las lunas Europa, Ganímedes, Calisto, Titán y Encélado funcionan como "cáscaras" que flotan en océanos muy densos de agua líquida o de agua-amoníaco. La atmósfera de Venus se compone en un 96.5 % de dióxido de carbono, y en la superficie la presión hace del CO2 un líquido supercrítico.
Los planetas telúricos extrasolares que estén extremadamente cerca de su estrella estarán anclados por marea a esta, así que un hemisferio del planeta podría consistir en un océano de magma. Es también posible que los planetas telúricos tuvieran océanos de magma en algún momento de su formación como resultado de impactos gigantes. Cuando las temperaturas y las presiones fuesen adecuados, podrían existir multitud de productos químicos volátiles en forma líquida en cantidad abundante: ácido sulfúrico, agua, amoníaco, argón, cianuro de hidrógeno, etano, fosfina, hidracina, hidrógeno, metano, neón, nitrógeno, óxido nítrico, silano, sulfuro de carbono o sulfuro de hidrógeno. Los planetas denominados "neptunos calientes", cerca de su estrellas, podrían perder sus atmósferas a través del escape hidrodinámico, dejando únicamente sus núcleos con diferentes líquidos sobre la superficie.
Nuestro propio planeta es denominado en ocasiones como el planeta océano, puesto que está cubierto por un 70 % de agua.

## Planetas océano ficticios

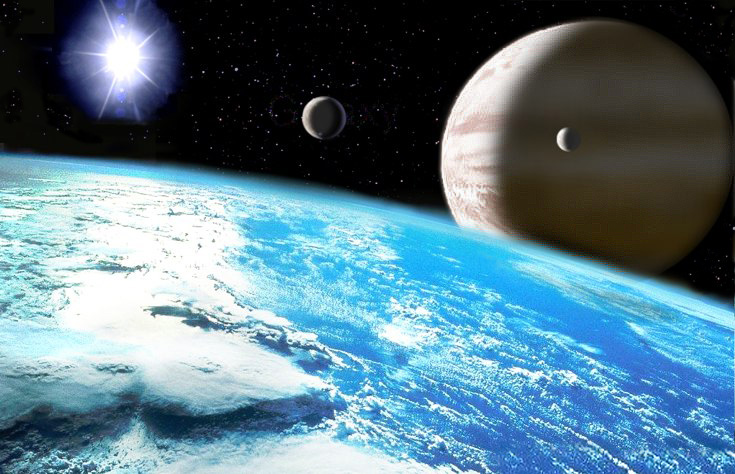
Luna océano orbitando a un planeta gaseoso

En la ficción los planetas océano se han utilizado como motivos argumentales, por lo general descritos con temperaturas benignas en la superficie y no demasiada profundidad, a diferencia de los océanos muy profundos esperables en realidad.
- En la película Interestelar (2014), el Planeta de Miller es aparentemente un planeta océano.
- La novela de C.S. Lewis Perelandra tiene lugar en un mundo cubierto de agua del mismo nombre.
- Lucky Starr y los océanos de Venus de Isaac Asimov tiene lugar en Venus, representado como un planeta oceánico templado.
- El planeta Alpha, en Fundación y Tierra de Isaac Asimov, es un mundo oceánico (salvo por una sola isla) en órbita del sistema Alfa Centauri.
- Mare Infinitus, en la tetralogía Los cantos de Hyperion de Dan Simmons es un mundo oceánico de aguas de color violeta.
- La novela Solaris (1961) de Stanislaw Lem gira en torno a un planeta océano, que es en verdad un solo organismo de tamaño de un océano.[25]
- La película soviética Solaris (1972) basada en el libro de Stanislaw Lem.
- El planeta-océano Monea, del episodio "Treinta días" de la serie televisiva Star Trek: Voyager.
- En la serie televisiva Star Trek The Animated Series, en el episodio "The Ambergris Element" el USS Enterprise visita el planeta océano "Argo"
- En la película del año 1995 Waterworld, ambientada en el año 2500 d. C., los casquetes de hielo polares de la Tierra se han derretido, dando lugar a inundaciones catastróficas que a su vez convierten la Tierra en un planeta océano.
- En Star Wars Episodio II: El Ataque de los Clones se representa el mundo oceánico Kamino.
- También en el universo de Star Wars, se habla de planetas como Glee Anselm[26] y Mon Cala,[27] planetas aparentemente cubiertos de agua en su totalidad.
- El mundo-océano Kainui, que junto con su planeta océano deshabitado gemelo Kaihapa, circula alrededor de un sistema estelar binario, en la novela Ruido por Hal Clement. A diferencia de la mayoría de ejemplos, en Kainu los océanos son profundos y fríos.
- Un planeta-océano es el escenario de la novela Mundo azul de Jack Vance.
- El territorio de cloral en las novelas Pendragon
- La novela Inundación y su secuela Arca de Stephen Baxter que tiene lugar en la Tierra cubierta por la fuga de un océano subterráneo.
- Hydros, de la novela La faz de las aguas de Robert Silverberg.
- Thalassa, de la novela Cánticos de la lejana Tierra por Arthur C. Clarke.
- Mar del Cielo, del anime Magical Play.
- Oleana del juego Meteos.
- Aquaend, en la novela gráfica El Incal, de Alejandro Jodorowsky y Jean Giraud "Moebius".
- Turquesa de la novela de Alistair Reynolds Días Turquesa.
- En la serie televisiva española El barco (serie de televisión), la Tierra se convierte en un planeta-océano tras un cataclismo.
- El planeta Pisccis de la serie Ben 10.
- Aquas del videojuego Star Fox 64.
- En el videojuego Haegemonia: Legions of Iron aparecen diversos planetas con características de un planeta océano.
- Aqua Magna, de la franquicia Bionicle, de Lego
- Planeta 4546B del videojuego Subnautica y Subnautica: Below Zero.
- En el videojuego "Terragenesis" se encuentra el planeta ficticio Ponto, con el 99,1% de agua y algunas islas para iniciar la colonización.
- En el videojuego Mass Effect 3, existe el planeta denominado "2181 Despoina", donde se halla la criatura denominada "Leviatán".